# استفان لکوک
استفان لکوک (انگلیسی: Stéphane Lecocq؛ زادهٔ ۲۲ اکتبر ۱۹۷۶) بازیکن فوتبال اهل فرانسه است.
از باشگاه‌هایی که در آن بازی کرده‌است می‌توان به باشگاه فوتبال کن و باشگاه ورزشی آمیان اشاره کرد.